# Antonio Davis
Antonio Lee Davis (ur. 31 października 1968 w Oakland) – amerykański koszykarz oraz analityk sportowy, występował na pozycjach skrzydłowego i środkowego, uczestnik meczu gwiazd NBA.

## Osiągnięcia
Na podstawie, o ile nie zaznaczono inaczej.
NCAA
- Uczestnik turnieju NCAA (1987–1990)
- Mistrz:
  - turnieju konferencji (1989, 1990)
  - sezonu regularnego konferencji (1987)
- Zaliczony do:
  - I składu defensywnego WAC (1990)
  - II składu WAC (1989, 1990)

NBA
- Uczestnik:
  - meczu gwiazd NBA (2001[a])[3]
  - NBA Rookie Challenge (1994)
  - konkursu wsadów NBA (1994)

Inne
- Zdobywca Pucharu Koracia (1993)[4]
- 2-krotny uczestnik rozgrywek Pucharu Koracia (1991/92, 1992/93)[5]
- Finalista konkursu wsadów hiszpańskiej ligi ACB (1993)
- Lider ligi greckiej w zbiórkach (1992)

Reprezentacja
- Wicemistrz Ameryki (1989)[6]
- Uczestnik mistrzostw świata (2002 – 6.miejsce)